# Klaudia Carlos
Klaudia Carlos-Machej (ur. 24 czerwca 1974 w Poznaniu) – polska dziennikarka, prezenterka Telewizji Polskiej, doktor habilitowana sztuki (dziedzina: sztuki muzyczne). Wykładowca akademicki, profesor Uniwersytetu Muzycznego Fryderyka Chopina, dziekan Wydziału Tańca.

## Życiorys

### Edukacja i kariera naukowa
Ukończyła Państwową Szkołę Baletową w Poznaniu, Akademię Muzyczną im. Fryderyka Chopina w Warszawie, Podyplomowe Studia Dziennikarskie na UAM w Poznaniu i Podyplomowe Studia Zarządzania Kulturą w Strukturach Unii Europejskiej w Instytucie Badań Literackich Polskiej Akademii Nauk.
W 2014 uzyskała stopień doktora nauk humanistycznych w dyscyplinie nauk o sztuce, zaś w 2019 stopień doktora habilitowanego sztuki w dyscyplinie sztuk muzycznych. 
Od 1995 jest wykładowcą akademickim Akademii Muzycznej im. Fryderyka Chopina/Uniwersytetu Muzycznego Fryderyka Chopina (UMFC). W latach 2012–2019 była prodziekanem Wydziału Dyrygentury Chóralnej, Edukacji Muzycznej, Muzyki Kościelnej, Rytmiki i Tańca UMFC, była też kierownikiem Podyplomowych Studiów Teorii Tańca, a od 2019 jest dziekanem Wydziału Tańca UMFC.

### Kariera artystyczna i telewizyjna
Była modelką i przez pięć lat tancerką „Mazowsza”, z którym odbyła trasy koncertowe obejmujące USA, Kanadę Japonię, Rosję, Litwę, Niemcy, Francję, Szwajcarię, Belgię i Holandię. 
W latach 1996–2012 występowała na scenie Warszawskiej Opery Kameralnej. Wystąpiła m.in. w operach Monteverdiego, Händla, Telemanna, Mozarta, Rossiniego, Donizettiego, również podczas spektakli w Japonii, Kanadzie, Libanie, Francji, Holandii, Niemczech, Hiszpanii i Szwajcarii. Miała partie solowe w pantomimach, opero-baletach i operach WOK: Galimatias Musicum KV 32, Le petits riens KV 299b, KV 299c; Pantalone e Colombina KV 416; Pimpinione; Il ballo delle ingrate; Alceste; Eugeniusz Oniegin; Nędza Uszczęśliwiona i Juliusz Cezar. Wzięła także udział w spektaklach WOK: Venus i Adonis; Il Sant'Alesio; Dido i Aeneas; Tetide in Sciro; L'Amfiparnaso; Don Pasquale; Cyrulik sewilski; Czarodziejski Flet; Jenufa; Baltazar; Quo vadis; Antygona; Włoszka w Algierze i Semiramida.
Zagrała Sulamitkę w Księdze raju (1996), Roberta Glińskiego, inkaską księżniczkę Uminę w Klątwie skarbu Inków (2001) Krzysztofa Langa i w filmach: LOT 001 (1999) Andrzeja Zaorskiego i Złote runo (1996) Janusza Kondratiuka. Jest choreografką Mazura w Halce Stanisława Moniuszki w Operze Wrocławskiej (2018).
W latach 1993–1995 tworzyła program telewizyjny Pokochać taniec dla TVP WOT. W latach 1997–2011 prowadziła serwis sportowy w telewizji TVN, a od 2006 również Sportowe podsumowanie dnia w TVN24. Była gościem świątecznego wydania programu Droga do gwiazd (2001). W 2004 w styczniowym numerze „Playboy” ukazała się sesja zdjęciowa z jej udziałem. Wiosną 2005 uczestniczyła w pierwszej edycji programu TVN Taniec z gwiazdami. W latach 2006–2008 współprowadziła magazyn TVN Style Salon piękności. W 2009 prowadziła program TVN Warszawa Notatnik Klaudii. We wrześniu 2011 rozpoczęła współpracę z TVP1, gdzie prowadziła programy: Kawa czy herbata?, Zdrowo z Jedynką i Dzień dobry w sobotę. Jako członkini jury wystąpiła w programie Daniec z gwiazdami, czyli Euro Show. Prowadziła program TVP Info Puls Polski (2013–2016). W 2018 stworzyła cykl Baletownik dla TVP Kultura,  a dla stacji realizuje także reportaże Informacji Kulturalnych. Prowadzi program Polonia 24 w TVP Polonia. Od 21 stycznia do grudnia 2024 współprowadziła z Robertem El Gendym Pytanie na śniadanie w TVP2.

## Życie prywatne
W 1993 poślubiła śpiewaka operowego Dariusza Macheja. Mają dwoje dzieci, Antoniego (ur. 1997) i Marię (ur. 2010).
Pasjonuje się wędkarstwem.

## Filmografia
- 1996: Księga raju jako Sulamita, reż. Robert Gliński
- 1999: LOT 001 – obsada aktorska, reż. Andrzej Zaorski
- 1996: Złote runo – dziewczyna na Lazurowym Wybrzeżu, reż. Janusz Kondratiuk
- 2001: Klątwa skarbu Inków jako Umina, reż. Krzysztof Lang

## Publikacje
- 2007 – Salon piękności – Katarzyna Bosacka, Klaudia Carlos; Wydawnictwo: PUBLICAT; Wrzesień 2007; ISBN 978-83-245-1292-8.
- 2008 – Domowy fitness – Wydawnictwo: PUBLICAT; Styczeń 2008; ISBN 978-83-245-1204-1.
- 2008 – Kalendarz kobiety – Katarzyna Bosacka, Klaudia Carlos; Wydawnictwo: PUBLICAT; Październik 2008; ISBN 978-83-245-1509-7.

## Odznaczenia
- Brązowy Medal „Zasłużony Kulturze Gloria Artis” (2023)[8]